# Lotus T128 (Le Mans Prototype)

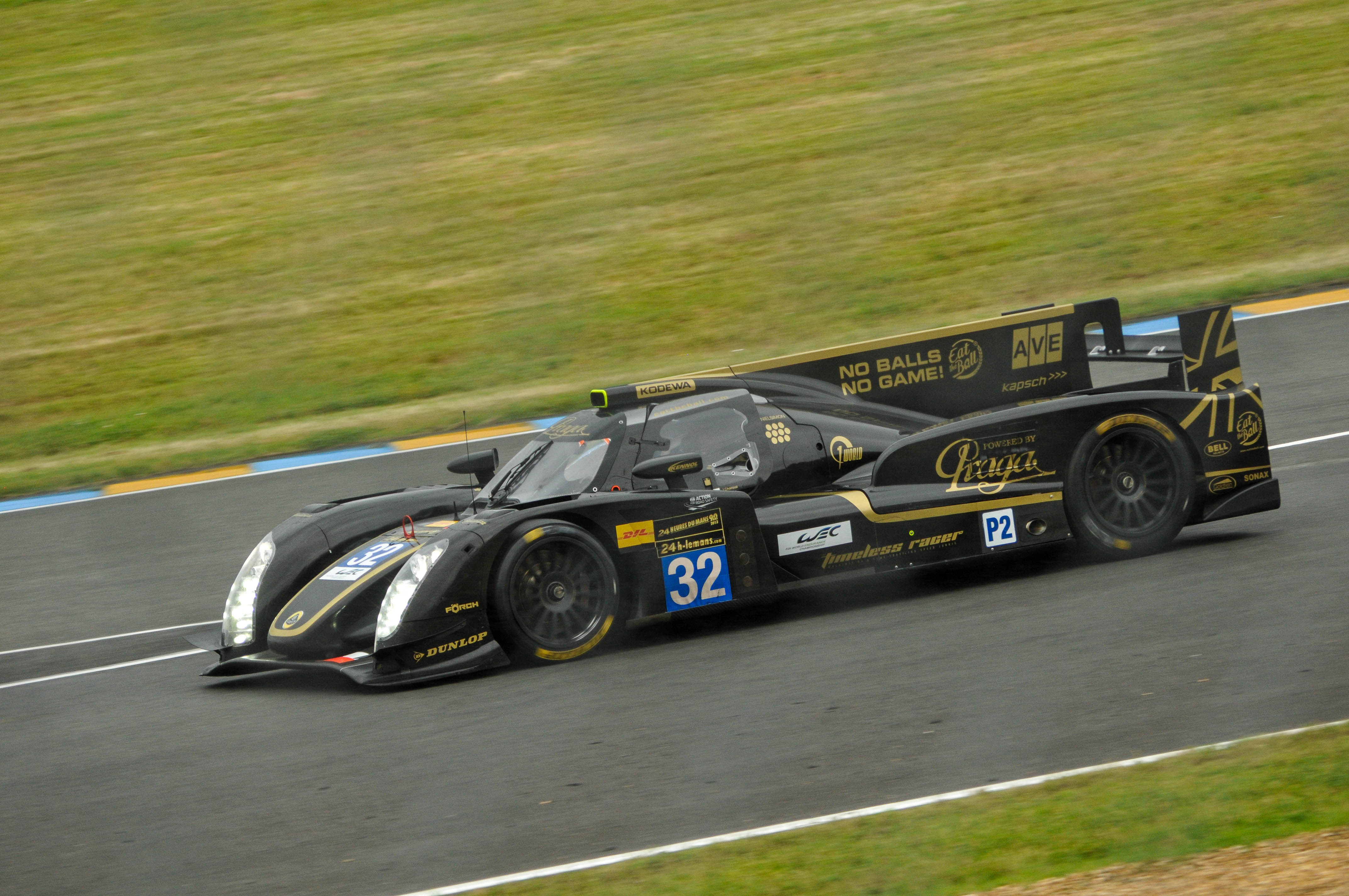
Der T128 bei den 24 Stunden von Le Mans (2013)…

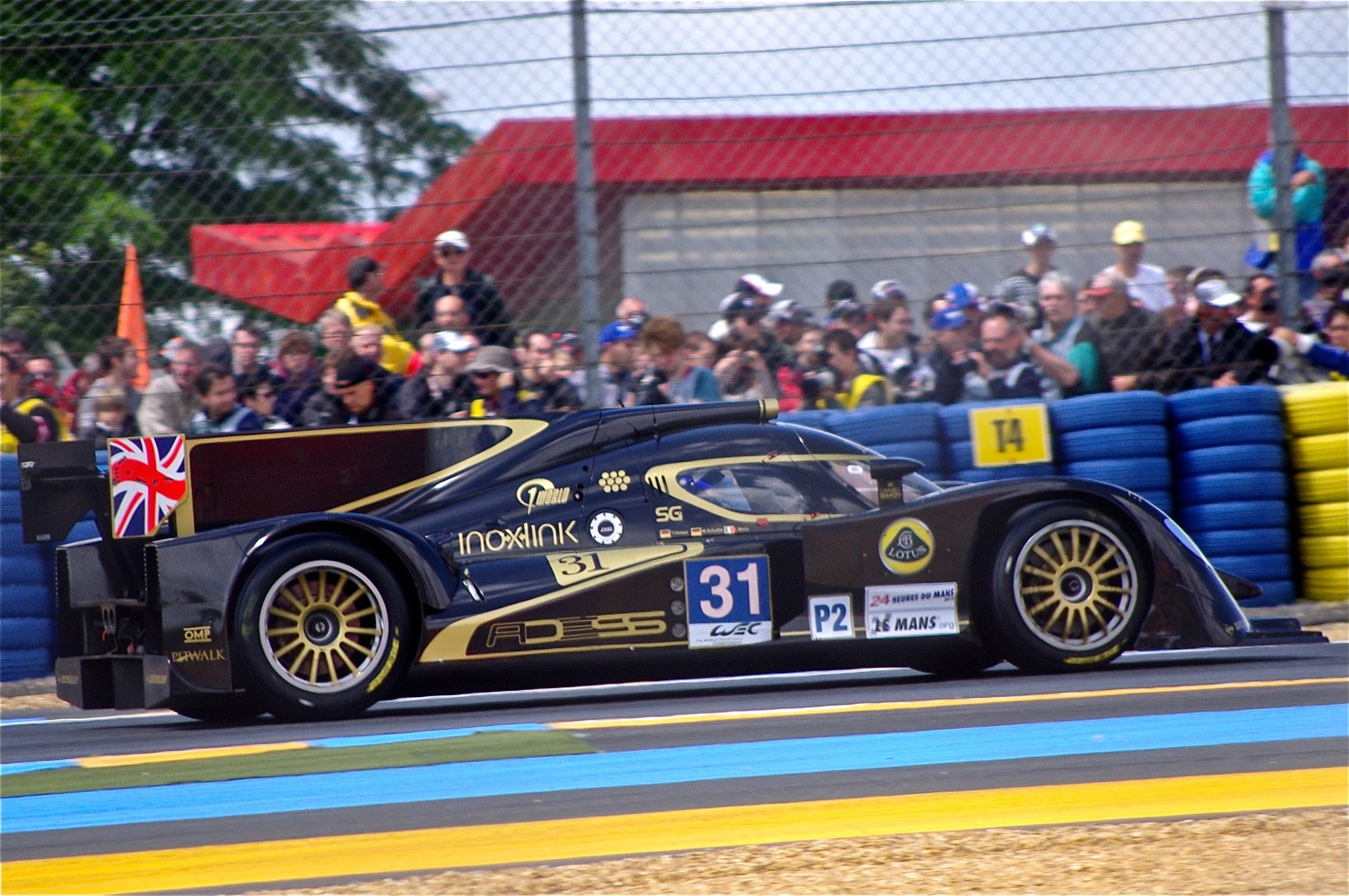
Das Vorgängermodell Lotus Lola B12/80, gefahren von Thomas Holzer, Luca Moro und Mirco Schultis in Le Mans (2012)

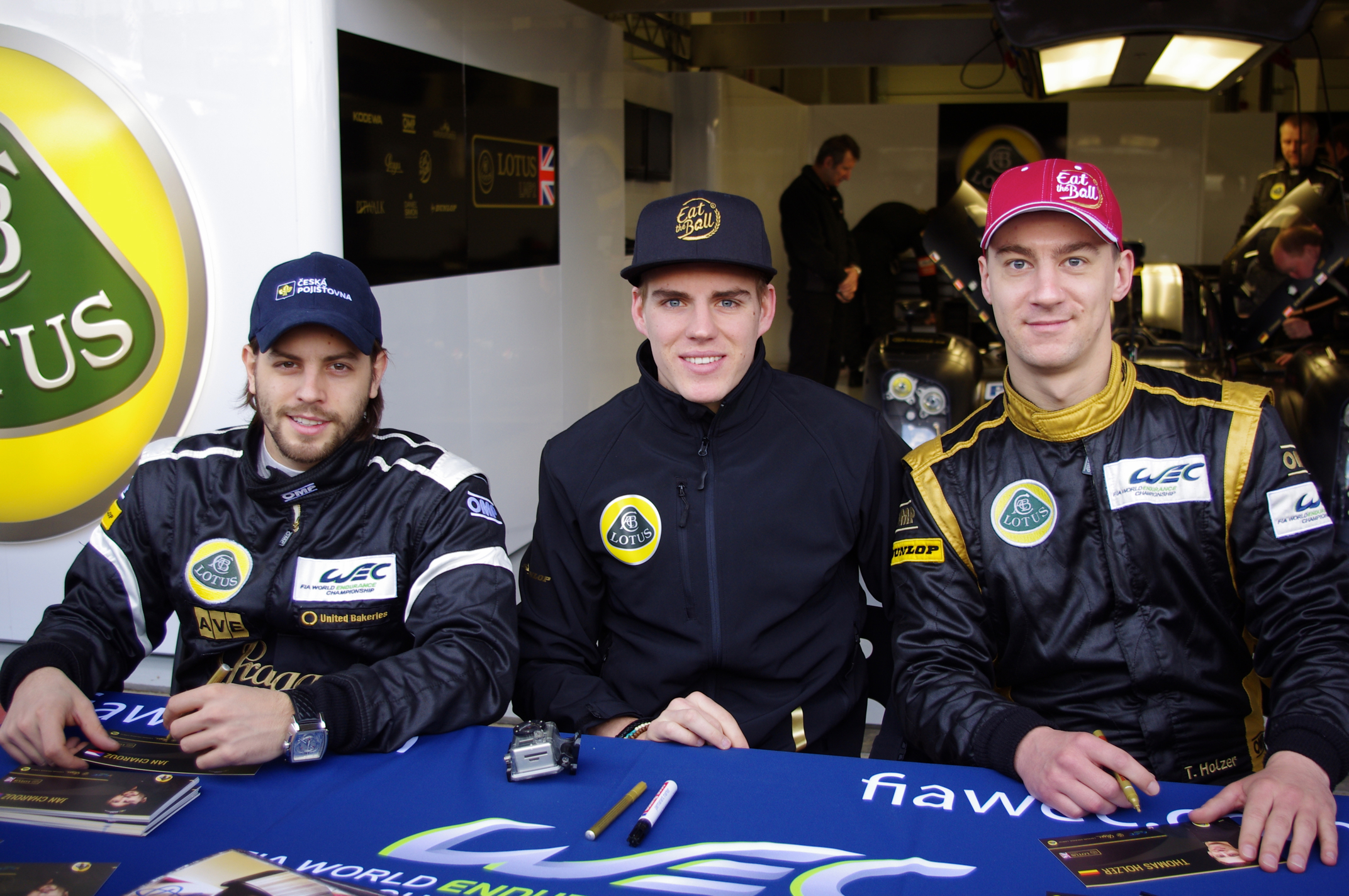
Jan Charouz, Dominik Kraihamer und Thomas Holzer als Fahrer des Lotus T128 (#32) bei den 6 Stunden von Silverstone, 2013

Der Lotus T128 ist ein Rennwagen, den Lotus in der Saison 2013 bei der FIA-Langstrecken-Weltmeisterschaft und dem 24-Stunden-Rennen von Le Mans, dort in der Klasse „LMP2“, einsetzte. Er basiert in weiten Teilen auf dem Vorgängermodell Lotus Lola B12/80.

## Geschichte
Für dieses Projekt ging Lotus eine Kooperation mit verschiedenen Partnern ein: Für den Entwurf zeichnete der britische Ex-Sauber-Ingenierur James Key verantwortlich. Konstruktion und Bau übernahmen Advanced Design and Engineering Systems Solutions (ADESS) aus München und Kodewa aus Greding. Der Motor kam von Praga aus Tschechien und basierte auf einem BMW-S5-V8-Saugmotor.
Fahrer waren unter anderem James Rossiter, Thomas Holzer, Vitantonio Liuzzi und Lucas Auer.
Die Lotus T128 bestritten in der FIA WEC 2013 insgesamt 8 Rennen, erzielten aber keine Siege, Pole Positions oder schnellste Runden. Die beste Platzierung war der dritte Platz beim 6-Stunden-Rennen auf dem Circuit of the Americas.
Im Gesamt-Schlussklassement der „LM 24 / 2013“ belegten sie die Plätze 49 und 55.

## Technik

### Motor
Der Motor des Lotus T128 war eine von Praga überarbeitete Variante des BMW-S65-V8-Saugmotors, wie er auch im M3-Modell eingesetzt war. Die Ingenieure verwendeten den Serienblock des S65 und reduzierten dessen Hubraum auf 3,6 Liter, um einen optimalen Wirkungsgrad zu erzielen. Sein maximales Drehmoment von 405 Nm erreichte der Motor bei 7000/min. Die maximale Leistung von rund 450 PS (340 kW) hatte das Triebwerk bei einer Höchstdrehzahl von 9500/min. Hewland Transmissions entwickelte für den T128 ein spezielles sequenzielles Sechsgang-Getriebe.

### Fahrwerk
Das Chassis war als Monocoque mit einer integrierten Überrollschutzstruktur konstruiert und wurde aus kohlenstofffaserverstärktem Polymer gefertigt. Die Aufhängung an Vorder- und Hinterachse des Fahrzeugs bestand aus Doppelquerlenkern mit Drehstabfedern, die im Monocoque des Autos untergebrachten Dämpfer wurden über Schubstangen betätigt. Der Lotus T128 hatte Brembo-Scheibenbremsen mit Scheiben aus kohlenstofffaserverstärktem Siliciumcarbid und eine elektrische Servolenkung.

### Aerodynamik
Stephane Chosse, Gründer von ADESS und maßgeblich an der Entwicklung des T128 beteiligt, sagte, dass die Aerodynamik des Autos die Priorität bei seinem Entwurf gewesen sei und er einen ähnlichen Grundgedanken wie in seinen Jahren in der Formel 1 (z. B. HRT F112) verfolgt habe. Die aerodynamische Weiterentwicklung des Designs erfolgte im Windkanal am Hauptsitz des Mercedes AMG F1 Teams in Brackley.

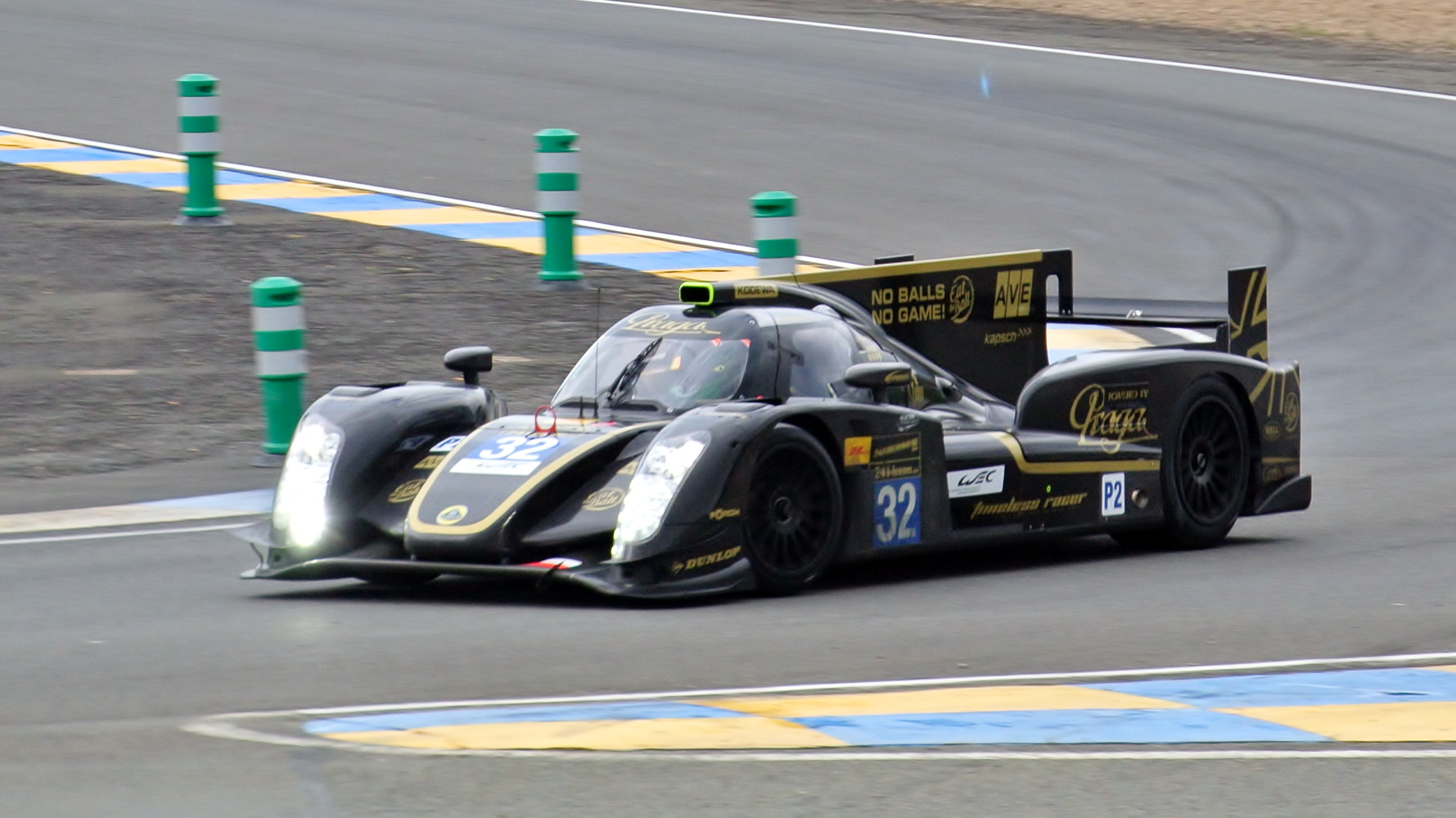
Lotus T128 LMP2. Nr. 32 schied nach 219 Runden bei den 24 Stunden von Le Mans 2013 aus
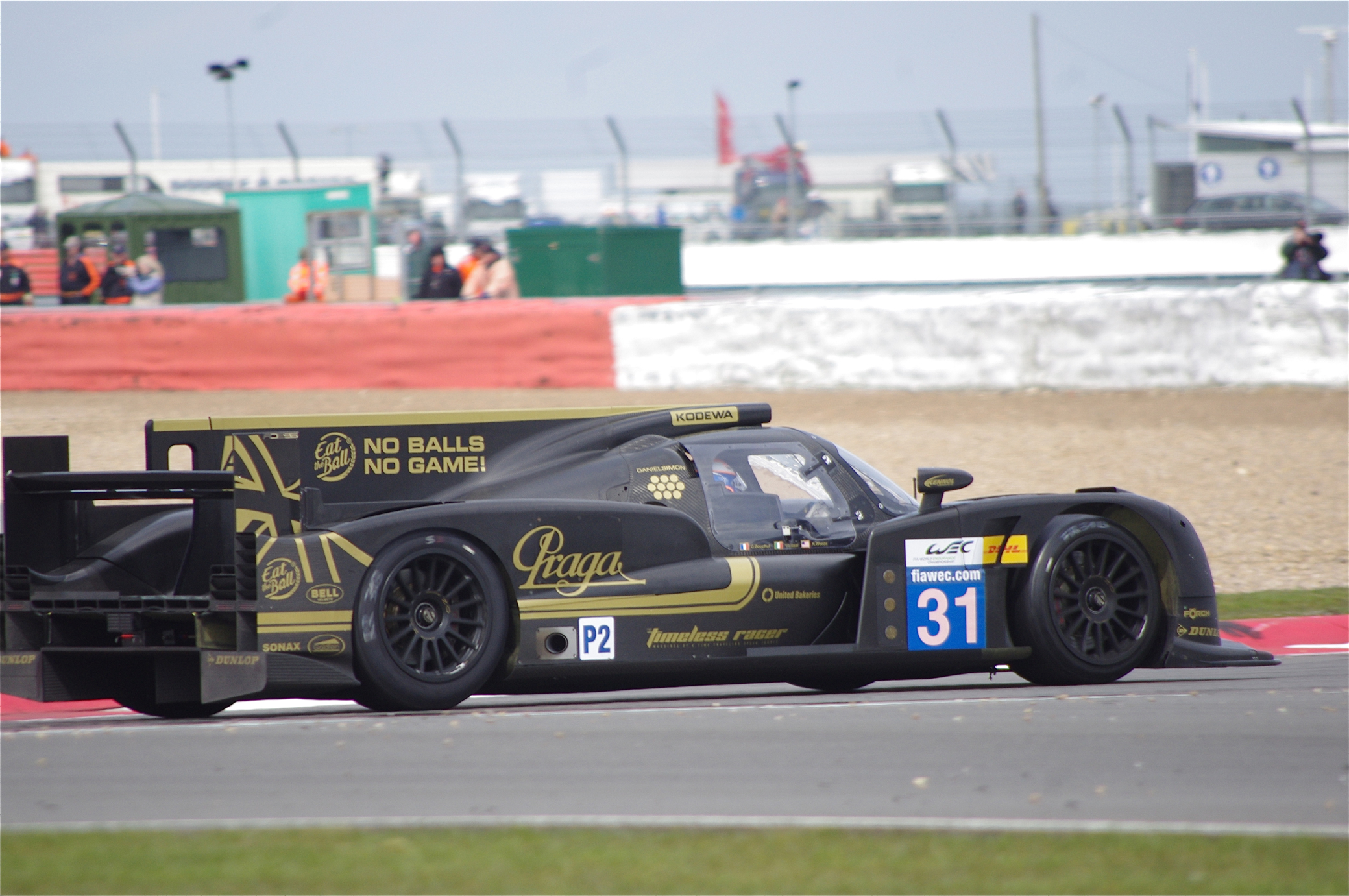
Nr. 31 musste das Rennen schon nach 17 Runden beenden.
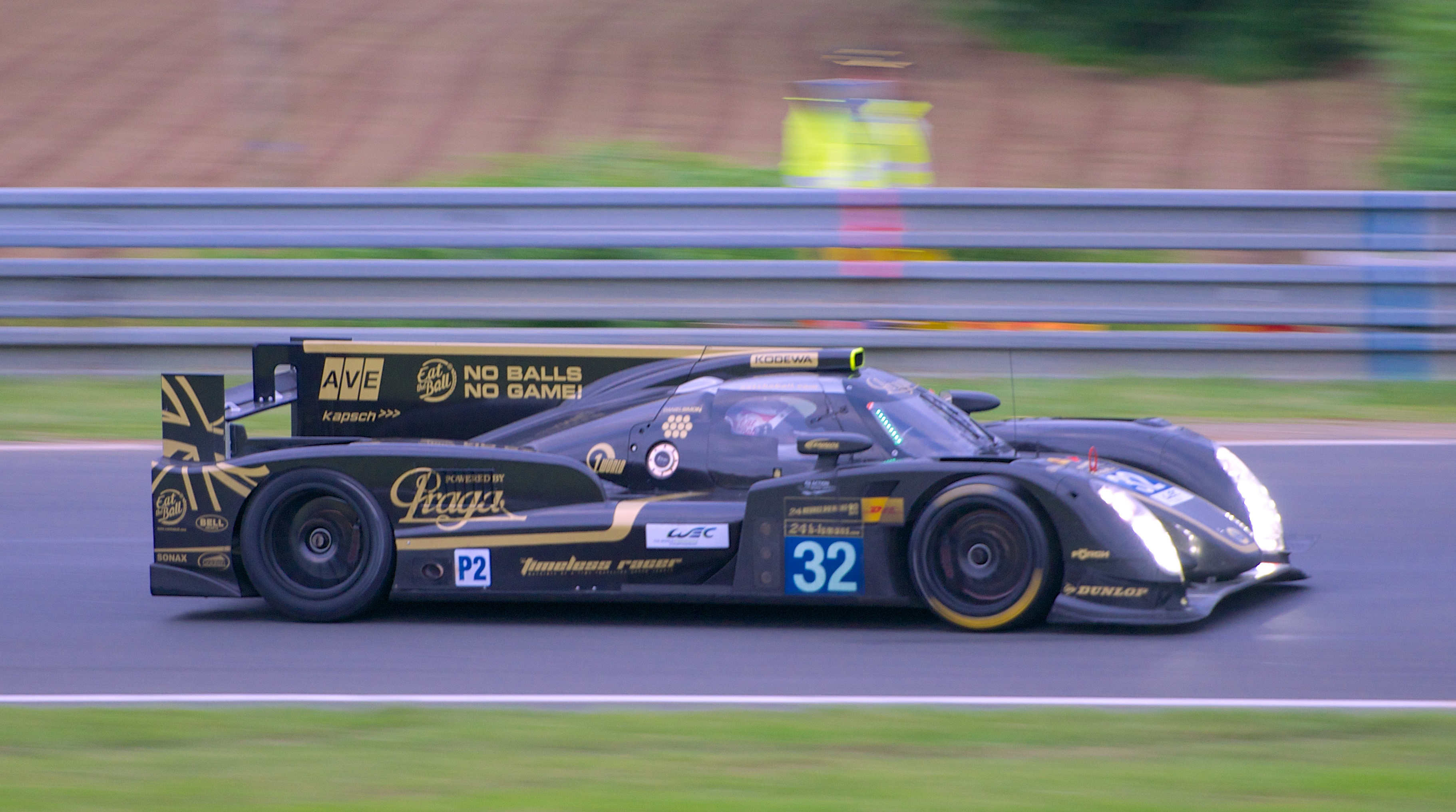
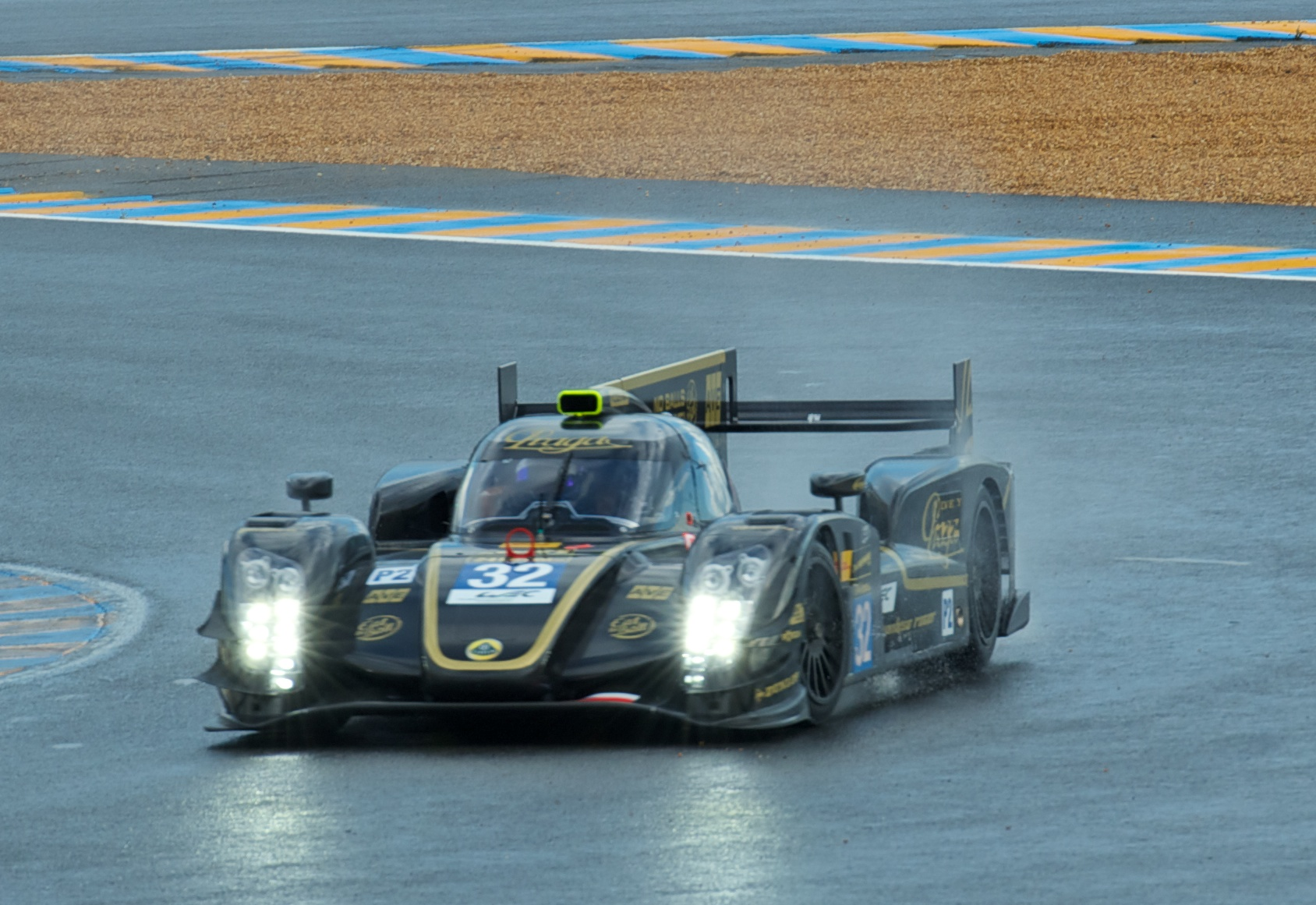
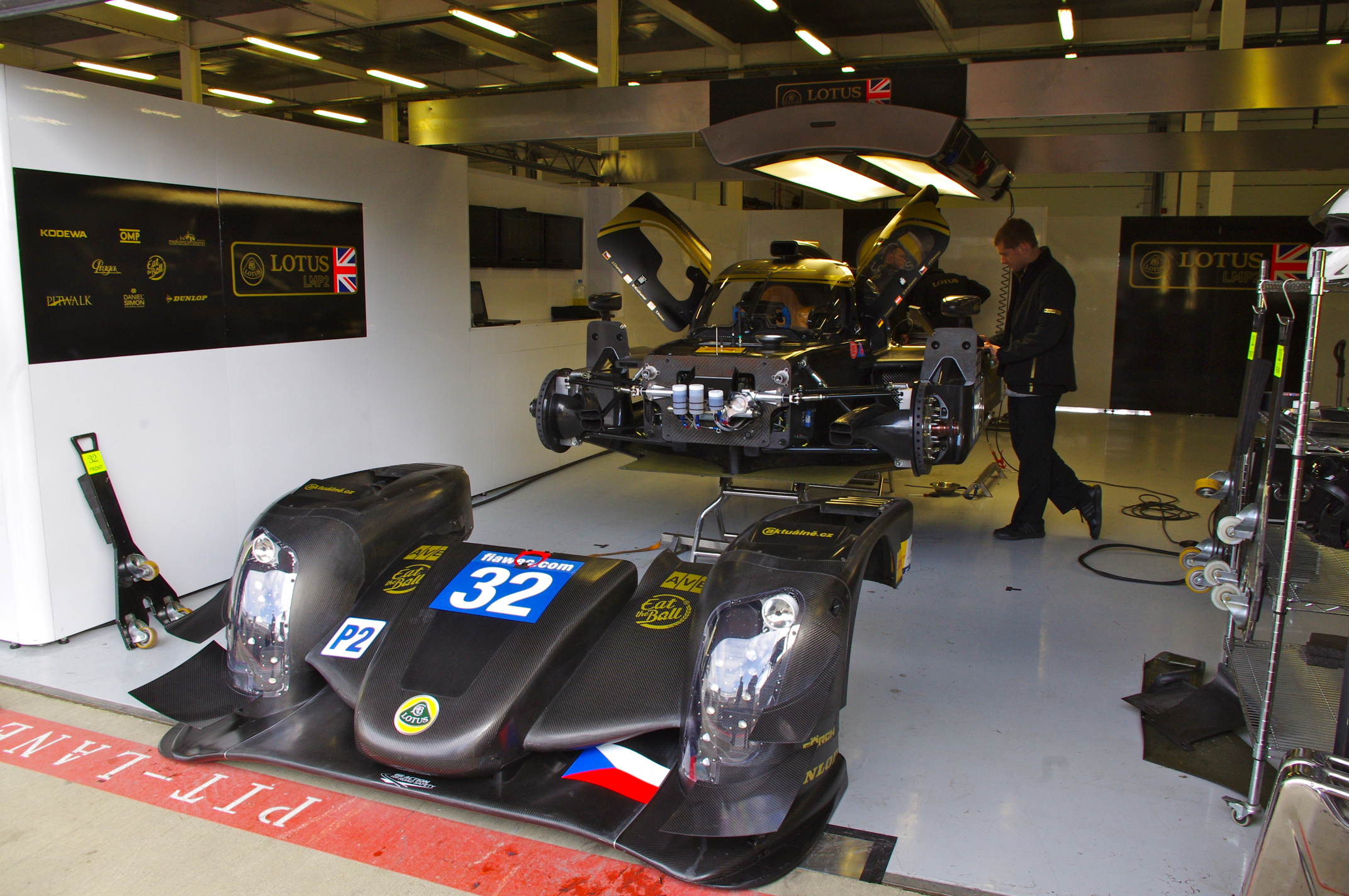

## Vorgängermodell: Lotus Lola B12/80
Die äußeren Unterschiede zwischen den beiden Modellen zeigen sich am deutlichsten bei der Ausgestaltung der vorderen „Kotflügel“ (Le-Mans-Beleuchtung), dem Fahrzeugende (typisches, langes „Le-Mans-Heck“) und der Ausgestaltung der mittleren Finne. Die Motoren kamen von Judd, Mazda und HDP (Honda Performance Development).

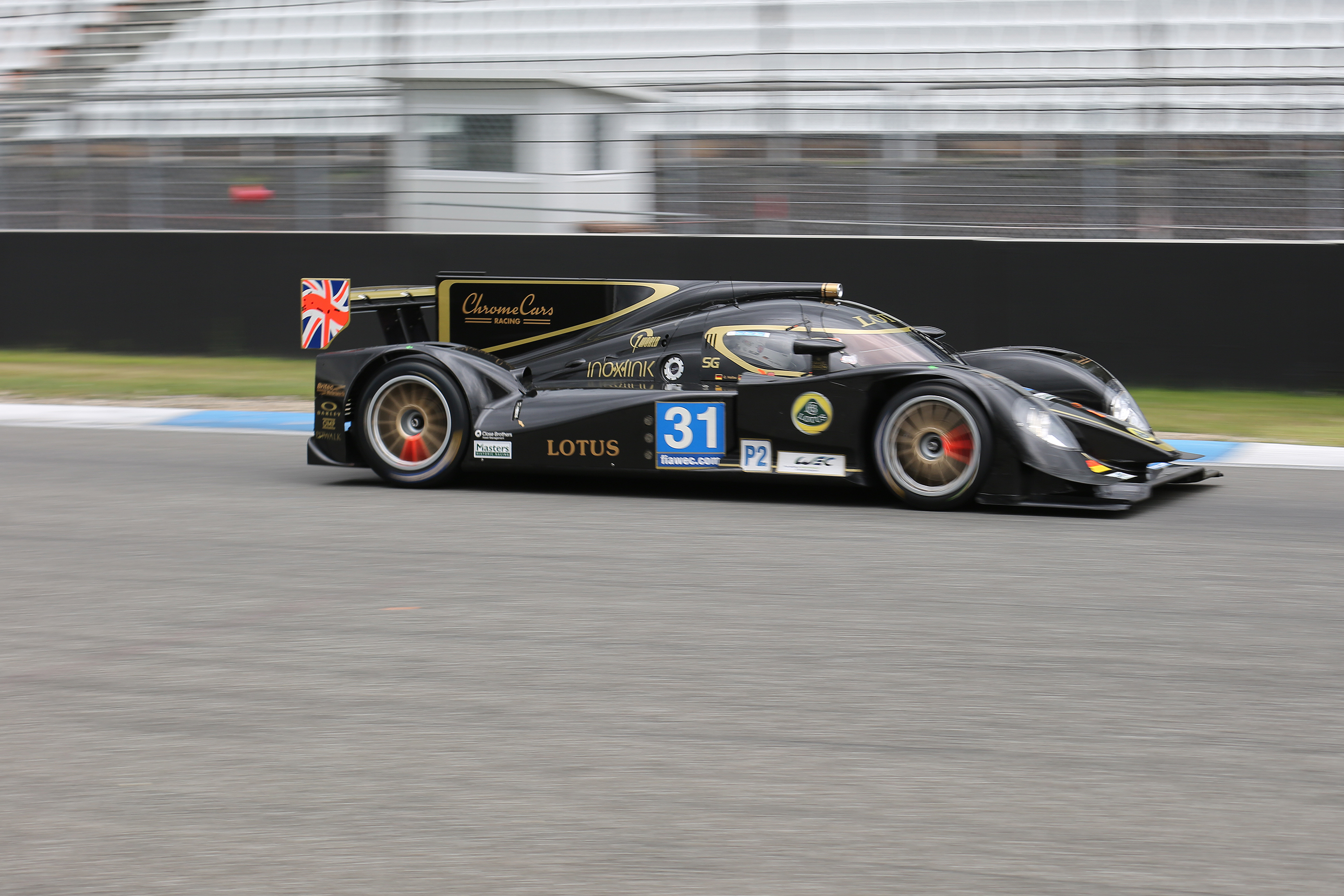
Vorgängermodell Lotus Lola B12/80 (Bj. 2012), bei den Hockenheim Historic (2021)
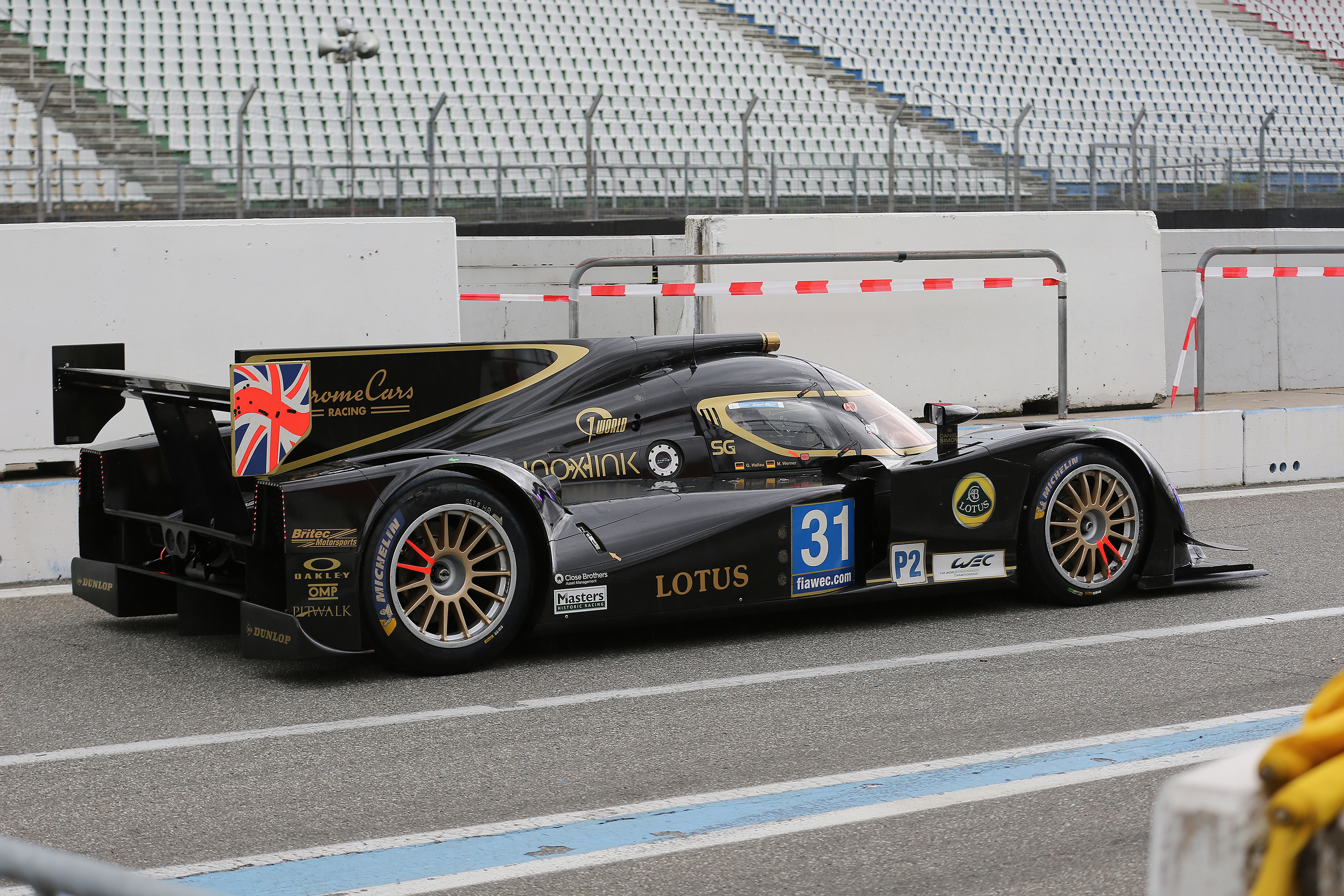
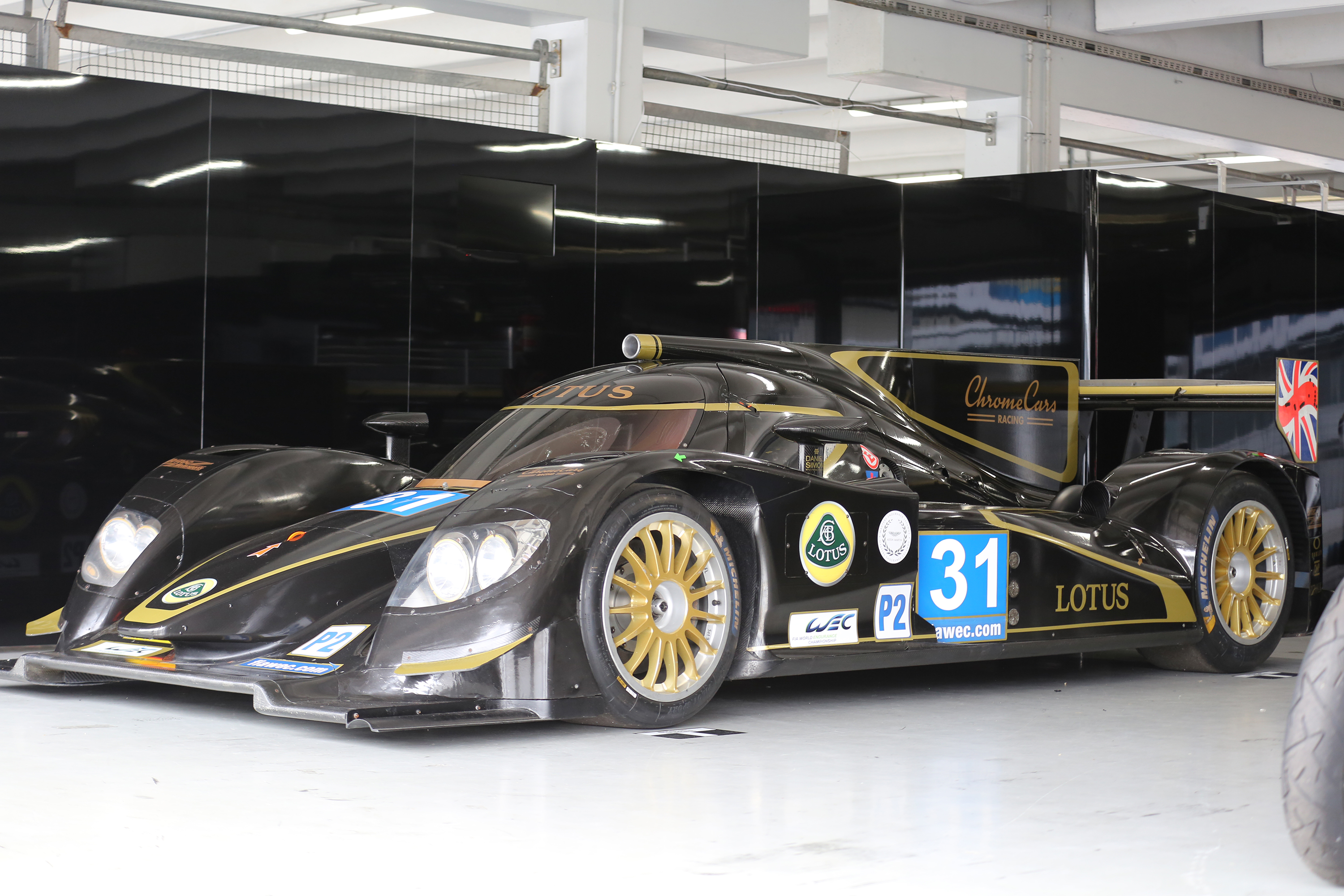
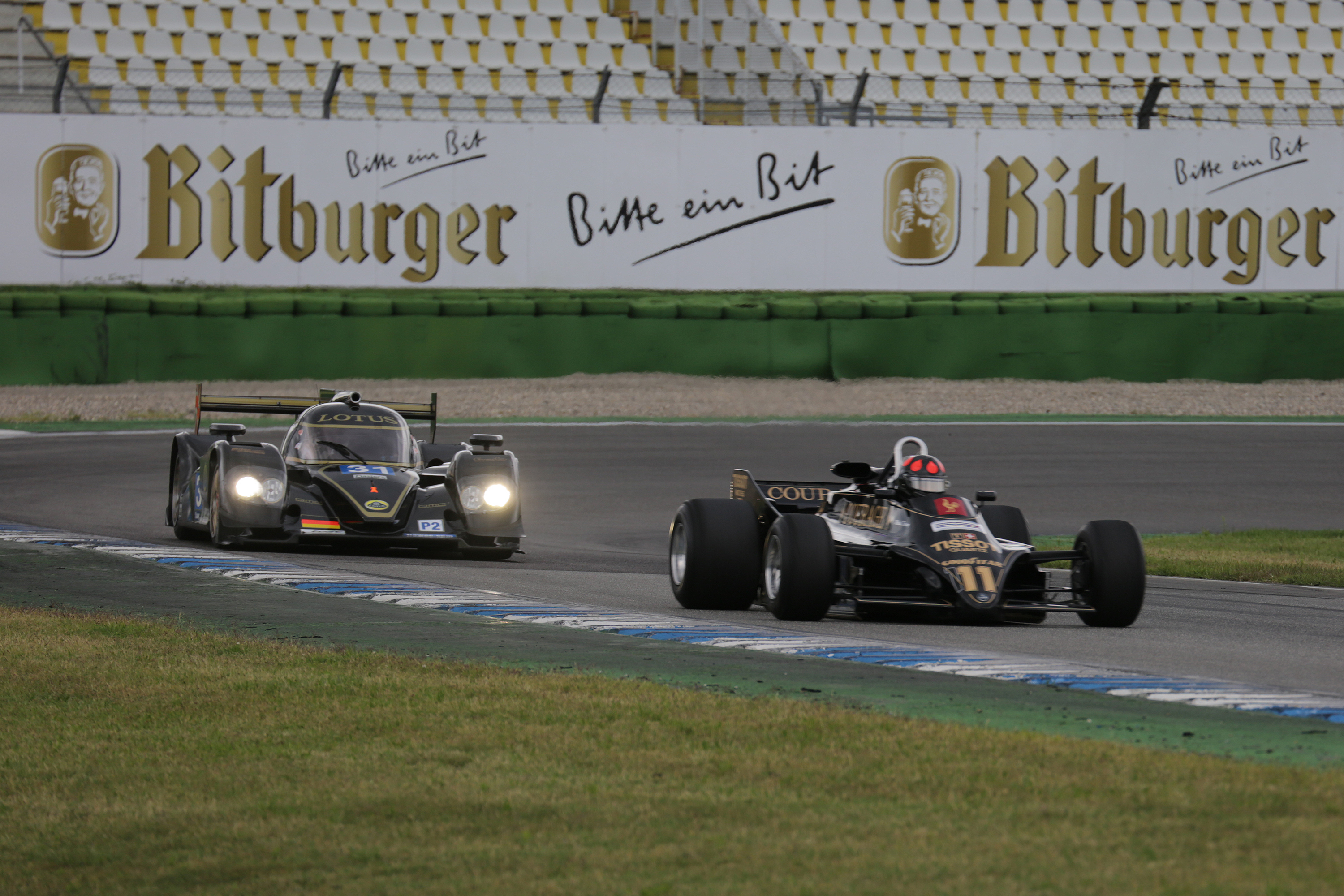
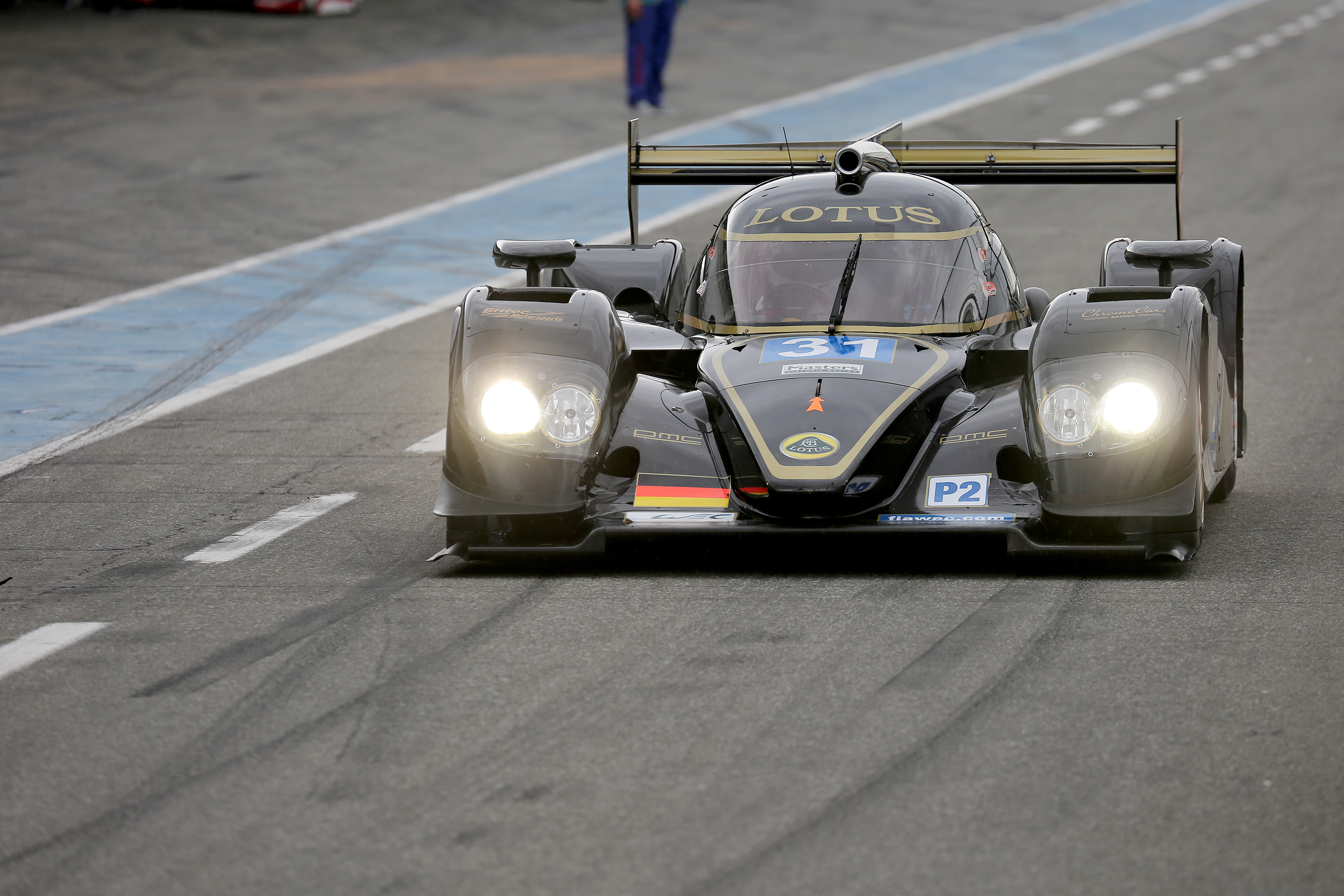

## Rennhistorie

### Le Mans Ergebnisse
| Pos.             | Klasse | Nr. | Team                    | Fahrer                                        | Chassis    | Motor         | Reifen | Runden | Rückst. auf Sieger | Rückst. auf Vordermann | Ausfall- grund | Beste Runde | Beste Zeit | Beste Ø-Geschw. |
| ---------------- | ------ | --- | ----------------------- | --------------------------------------------- | ---------- | ------------- | ------ | ------ | ------------------ | ---------------------- | -------------- | ----------- | ---------- | --------------- |
| 49 (ausgefallen) | LMP2   | 32  | Team Kolles (für Lotus) | Thomas Holzer Dominik Kraihamer Jan Charouz   | Lotus T128 | Praga 3.6L V8 | D      | 219    | 129 Runden         | 2 Runden               | Getriebe       | 82          | 3:43.389   | 219,6 km/h      |
| 55 (ausgefallen) | LMP2   | 31  | Team Kolles (für Lotus) | Kevin Weeda James Rossiter Christophe Bouchut | Lotus T128 | Praga 3.6L V8 | D      | 17     | 331 Runden         | 5 Runden               | Elektrik       | 2           | 3:53.344   | 210,3 km/h      |

### FIA-Langstrecken-Weltmeisterschaft
| Jahr | Team  | Chassis    | Motor          | Nr. | Fahrer                                                                     | Einsatz in Rennen               | Rennen | Rennen | Rennen | Rennen | Rennen | Rennen | Rennen | Rennen | End-Ergab. | End-Ergab. |
| Jahr | Team  | Chassis    | Motor          | Nr. | Fahrer                                                                     | Einsatz in Rennen               | 1      | 2      | 3      | 4      | 5      | 6      | 7      | 8      | Punkte     | Rang       |
| Jahr | Team  | Chassis    | Motor          | Nr. | Fahrer                                                                     | Einsatz in Rennen               | SIL    | SPA    | LMS    | SÃO    | AUS    | FUJ    | SHA    | BHR    | Punkte     | Rang       |
| ---- | ----- | ---------- | -------------- | --- | -------------------------------------------------------------------------- | ------------------------------- | ------ | ------ | ------ | ------ | ------ | ------ | ------ | ------ | ---------- | ---------- |
| 2013 | Lotus | Lotus T128 | Praga 3.6 L V8 | 31  | Lucas Auer Christophe Bouchut Vitantonio Liuzzi James Rossiter Kevin Weeda | 8 1,3–4,7 1–2, 5–8 2–3, 5–6 1–8 | DNF    | 6      | DNF    | DNF    | DNF    | 7      | DNF    | DNF    | 11         | 8          |
| 2013 | Lotus | Lotus T128 | Praga 3.6 L V8 | 32  | Jan Charouz Thomas Holzer Dominik Kraihamer                                | 1–8                             | NC     | 5      | DNF    | DNF    | 3      | 6      | 6      | DNF    | 37         | 7          |

| Legende  | Legende            | Legende                                                          |
| Farbe    | Abkürzung          | Bedeutung                                                        |
| -------- | ------------------ | ---------------------------------------------------------------- |
| Gold     | –                  | Sieg                                                             |
| Silber   | –                  | 2. Platz                                                         |
| Bronze   | –                  | 3. Platz                                                         |
| Grün     | –                  | Platzierung in den Punkten                                       |
| Blau     | –                  | Klassifiziert außerhalb der Punkteränge                          |
| Violett  | DNF                | Rennen nicht beendet (did not finish)                            |
| Violett  | NC                 | nicht klassifiziert (not classified)                             |
| Rot      | DNQ                | nicht qualifiziert (did not qualify)                             |
| Rot      | DNPQ               | in Vorqualifikation gescheitert (did not pre-qualify)            |
| Schwarz  | DSQ                | disqualifiziert (disqualified)                                   |
| Weiß     | DNS                | nicht am Start (did not start)                                   |
| Weiß     | WD                 | zurückgezogen (withdrawn)                                        |
| Hellblau | PO                 | nur am Training teilgenommen (practiced only)                    |
| Hellblau | TD                 | Freitags-Testfahrer (test driver)                                |
| ohne     | DNP                | nicht am Training teilgenommen (did not practice)                |
| ohne     | INJ                | verletzt oder krank (injured)                                    |
| ohne     | EX                 | ausgeschlossen (excluded)                                        |
| ohne     | DNA                | nicht erschienen (did not arrive)                                |
| ohne     | C                  | Rennen abgesagt (cancelled)                                      |
| ohne     | keine WM-Teilnahme |                                                                  |
| sonstige | P/fett             | Pole-Position                                                    |
| sonstige | 1/2/3/4/5/6/7/8    | Punktplatzierung im Sprint-/Qualifikationsrennen                 |
| sonstige | SR/kursiv          | Schnellste Rennrunde                                             |
| sonstige | *                  | nicht im Ziel, aufgrund der zurückgelegten Distanz aber gewertet |
| sonstige | ()                 | Streichresultate                                                 |
| sonstige | unterstrichen      | Führender in der Gesamtwertung                                   |